# Francesco Gabrielli (insegnante)
Francesco Gabrielli (Bologna, 1º agosto 1857 – Rovigo, 19 marzo 1899) è stato un pedagogista italiano.

## Biografia
Scrisse nel 1895 per la Hoepli uno dei primi regolamenti del gioco del calcio (se non il primo in assoluto) che, sia pur interpretando lo sport dal punto di vista ginnico, fu ispirazione per la pratica della disciplina: curò quindi la prima "Gara Nazionale dei Giuochi Ginnastici", disputata a Treviso nel settembre 1896 e vinta dalla SGS Udinese. A lui si deve anche l'ideazione di molti termini molto usati nel gioco del calcio in lingua italiana, come per esempio "porta", "calcio d’angolo" e "calcio di punizione"; organizzò inoltre un seminario per docenti per diffondere quello sport in Italia.

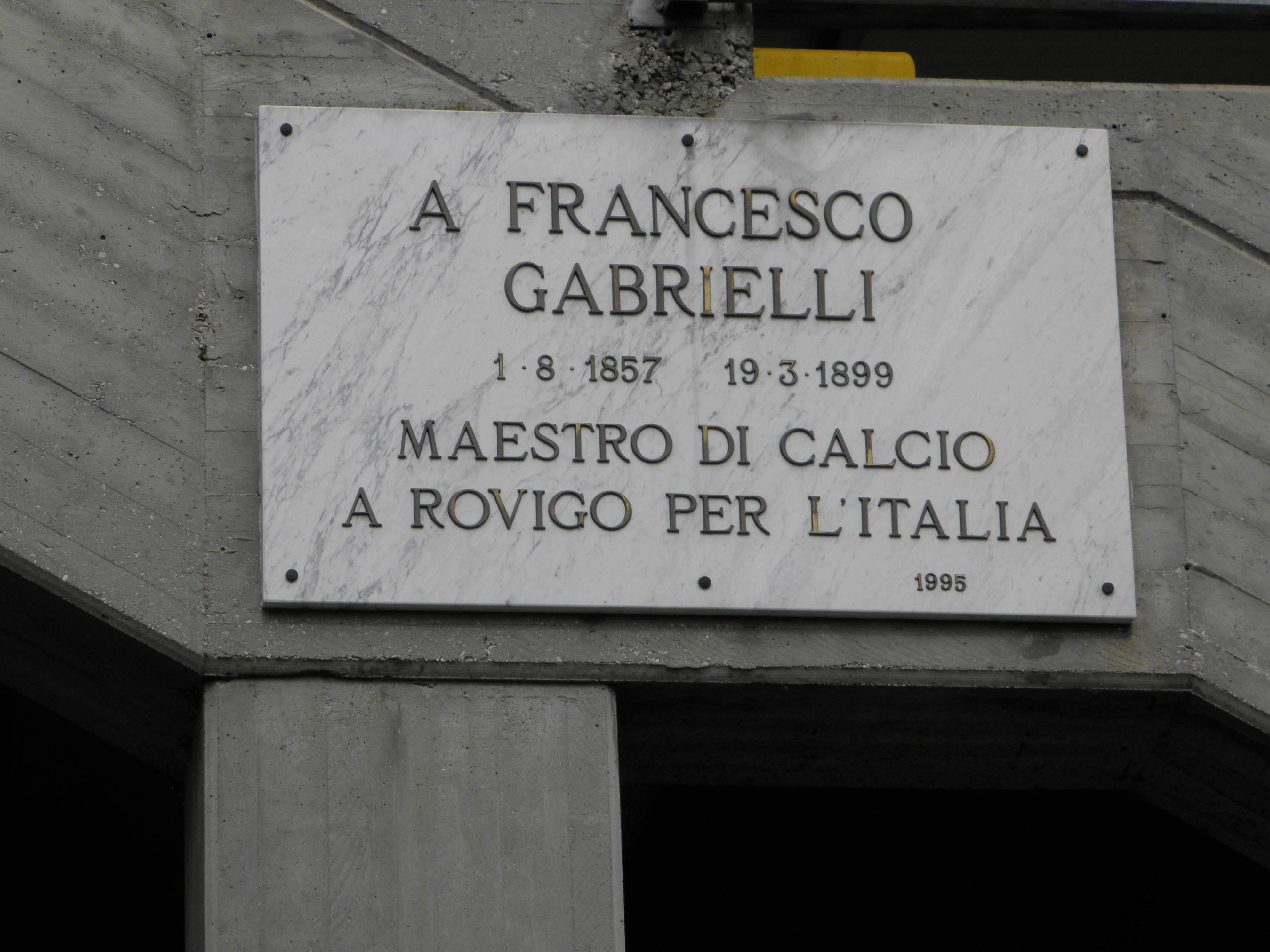
Targa in onore di Gabrielli apposta a Rovigo.

Lo stadio di Rovigo è a lui dedicato
Le sue opere vengono custodite in biblioteche fuori dall'Italia, per esempio in Svizzera, Francia e Germania.
Di lui hanno detto:
(Chiara Barin)
(Chiara Barin)

## Opere
- Francesco Gabrielli, Un riformatore della ginnastica in Germania : un quadro fisiologico degli esercizi ginnastici, Bologna, Soc. Tip. Già Compositori, 1893, ISBN non esistente.
- Francesco Gabrielli, Giuochi ginnastici raccolti e descritti per le scuole e il popolo, Milano, Ulrico Hoepli, 1895, ISBN non esistente. (Leggi il testo su Wikisource)